# Webb (cratera)
A cratera Webb e arredores
Webb é uma cratera de impacto lunar, situada no lado visível da Lua. Ela fica localizada no lado Leste da borda do Mare Fecunditatis, no lado Leste da Lua, perto do equador. Ela fica ao Norte da cratera Langrenus, e a Oeste da cratera Maclaurin.